# Yves Inizan
Pour les articles homonymes, voir Inizan.
Yves Inizan (né au Coadic en Sizun en 1729, mort à Sizun le 11 novembre 1800), est un ancien député de l’Assemblée législative en 1791.

## Biographie
Cultivateur et expert à Sizun avant la Révolution, il adhéra aux idées nouvelles, devint membre du directoire de district de Landerneau, et, le 8 septembre 1791, fut élu député du Finistère à l'Assemblée législative, le 2e sur 8, par 226 voix sur 400 votants. Membre du comité du commerce, il siégea dans la majorité, et proposa (26 novembre 1791) de faire traduire en bas breton la Constitution et les lois intéressant les campagnes. Après la session, où il parla peu, il revint à Sizun, et y vécut dans la retraite jusqu'à sa mort.

## Mandats
- 08/09/1791 - 20/09/1792 : Finistère - Majorité réformatrice

## Sources
- Assemblée nationale - Biographie
- Dictionnaire des parlementaires français, par Adolphe Robert, Edgar Bourloton et Gaston Cougny, tome 3, Fes-Lav, Bourloton éditeur, Paris 1889.